# تربیچویتس
تربیچویتس (به لاتین: Třebichovice) یک سکونتگاه مسکونی در جمهوری چک است که در شهرستان کلادنو واقع شده‌است.